# Matsura Sayohime

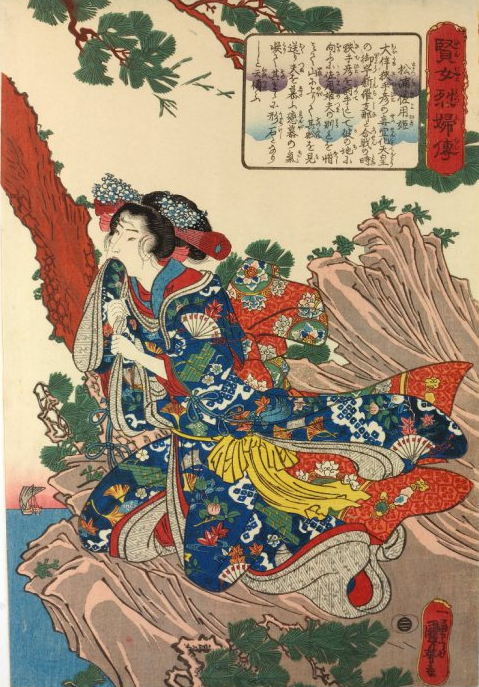
(« La princesse Sayo au Matsu-ura ») par Utagawa Kuniyoshi.

Matsura Sayohime (松浦佐用姫) est une héroïne légendaire de la mythologie japonaise bouddhiste, couramment confondue avec Otohihime, épouse d'Ōtomo no Satehiko. Matsuura Sayohime est également le titre d'une pièce du répertoire nô consacrée à ce personnage, pièce dont la paternité est attribuée à Zeami,.

## En tant que Matsura Sayohime
La légende bouddhique originale de Matsura Sayohime raconte comment elle est née au seigneur Kyōgoku après que lui et sa femme ont prié le Bodhisattva Kannon. Après la mort de son père, Sayohime est trop pauvre pour financer un service commémoratif à sa mémoire. Afin de réunir des fonds, elle se vend à un homme nommé Gonga no Tayu qui (à l'insu de Sayohime) la destine à être sacrifiée au dieu serpent de son village à la place de sa propre fille. Lorsqu'elle est présentée au serpent, Sayohime lit dans le Sutra du Lotus, permettant à la divinité d'atteindre l'illumination et de se débarrasser de sa forme monstrueuse. La divinité retourne ensuite Sayohime à la garde de sa mère.

## En tant qu'Ōtohihime
Ōtohihime est mariée à Ōtomo no Satehiko, général engagé dans une guerre avec la Corée. Lorsque Ōtomo part pour une expédition en 536, Ōtohihime monte sur une montagne au-dessus du port de Matsuura pour lui faire signe de la main et prier pour son retour. Dans la version la plus courante de cette légende, elle prie avec tant de ferveur qu'elle est transformée en pierre. L'image de Ōtohihime/Sayohiome agitant son écharpe en haut de la montagne est devenue un motif de l'art japonais. Dans une version alternative associée au Man'yōshū, elle reçoit la visite cinq jours plus tard d'une apparition qui semble être Ōtomo. Elle suit cet homme, s'aperçoit qu'il s'agit d'un démon serpent puis apparemment périt; ses os sont trouvés dans un marais sur la montagne.
Dans la pièce nô intitulée Matsuura Sayohime, elle se noie dans la mer après avoir fait signe du haut de la montagne.

## Source de la traduction
- (en) Cet article est partiellement ou en totalité issu de l’article de Wikipédia en anglais intitulé « Matsura Sayohime » (voir la liste des auteurs).